# Aalestrup
Aalestrup est une ancienne ville du Danemark, actuellement un quartier de la commune de Vesthimmerland, dans la région Jutland du Nord.

## Géopolitique
Aalestrup a fusionné en 2007, avec les communes de Farsø, Løgstør et Aars, afin de former la commune de Vesthimmerland.

## Population
Au 1er janvier 2014, le quartier comptait une population de 2 729 habitants.